# Erythrocercus
Erythrocercus (česky lejskovec) je rod afrických pěvců.

## Systematika
Popisnou autoritu rodu Erythrocercus představuje německý přírodovědec Gustav Hartlaub (1857). Moderní systematika lejskovce rodu Erythrocercus považuje za součást širšího kladu Sylvioidea, přičemž jejich nejbližší příbuzné představuje monotypický rod Scotocerca a početnější čeleď Cettiidae. Tyto tři linie mohou vystupovat buďto na úrovni samostatných čeledí, anebo v rámci čeledi jediné. Tento článek následuje systém používaný IOC World Bird List, a kloní se proto k samostatné čeledi Erythrocercidae. Její popisnou autoritu v takovém případě představují Fregin & kol., 2012.
Starší literatura rod Erythrocercus klasifikuje v rámci čeledi lejskovcovití (Monarchidae), obě skupiny však nejsou blíže příbuzné.
Rod Erythrocercus zahrnuje následující trojici druhů:
- Erythrocercus holochlorus Erlanger, 1901 – lejskovec žlutý ;
- Erythrocercus livingstonei G. R. Gray, 1870 – lejskovec rezavoocasý ;
- Erythrocercus mccallii (Cassin, 1855) – lejskovec kaštanovotemenný.

## Charakteristika

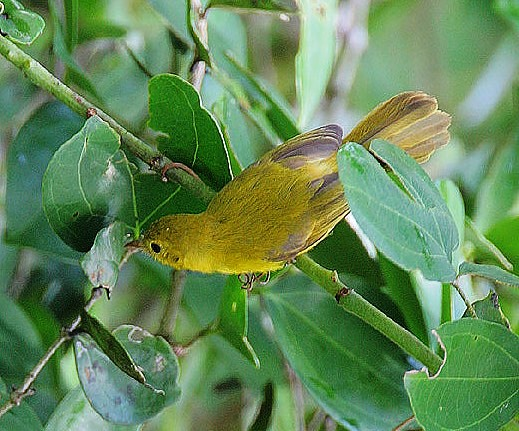
Lejskovec žlutý

Lejskovci rodu Erythrocercus dosahují velikosti 10–11 cm, vyznačují se nápadnými štětinami vyrůstajícími na základně zobáku a zaobleným ocasem s 12 rýdovacími pery. Opeření se u jednotlivých členů tohoto rodu nápadně odlišuje. Lejskovec žlutý a rezavoocasý mají převážně žluté, resp. zelenavé zbarvení, v případě lejskovce rezavoocasého kontrastující s odlišně zbarvenými ocasními pery a šedým peřím na hlavě. Lejskovec kaštanovotemenný má naproti tomu rezavý jak ocas, tak peří na hlavě, základní opeření je však spíše nevýrazně našedlé.
Všichni zástupci rodu Erythrocercus žijí v Africe a vzhledem k jejich bazálnímu postavení lze do Afriky možná situovat i původ celé linie zahrnující početnější cetiovité, již se jinak vyskytují především v orientální oblasti.
Lejskovec kaštanovotemenný je lesní druh, jenž hnízdí ve skupinách, které si vydržují území až do rozlohy asi 19 ha. Vakovité hnízdo s bočním vchodem si tito ptáci zavěšují na konce olistěných větví, lejskovec rezavoocasý si naproti tomu buduje hnízdo spíše v nižší vegetaci. Potravu tvoří drobné druhy bezobratlých.